# Ardoukoba
Ardoukoba (àrab: أردوكوبا, Ardūkūbā) és un volcà de fissura volcànica de Djibouti. Es troba prop de la costa del golf de Tadjoura, a uns 100 quilòmetres de la ciutat de Djibouti i el seu cim es troba a 298 msnm. La seva darrera erupció va tenir lloc el novembre de 1978, després d'un terratrèmol i d'estar inactiu durant 3.000 anys. La fissura del volcà té una amplada de 17 quilòmetres i una profunditat de 800 metres.
El govern de Djibouti ha iniciat una proposta amb la UNESCO per declarar la zona del llac Assal, inclòs el volcà Ardoukoba i els seus voltants, com a patrimoni de la humanitat.